# Prince Far I
Pour les articles homonymes, voir Michael Williams, Williams et FAR.
Prince Far I, né Michael James Williams en 1944 ou 1945 à Spanish Town en Jamaïque et mort assassiné le 15 septembre 1983, est un toaster et producteur de reggae et dub jamaïcain.
Son timbre bas et rocailleux, sa manière de parler sur la musique font de lui une voix unique et aisément reconnaissable. Rasta convaincu, ses textes sont empreints de valeurs de paix et de tolérance. Il est aussi considéré comme l'un des pères fondateurs de la dub poetry.

## Biographie
Avant d'être l'un des plus grands toasters que le reggae ait connu, Prince Far I occupa d'abord un poste d'agent de sécurité au studio de Joe Gibbs et de videur pour Coxsone à Studio One tout en étant deejay du Sir Mike the Musical Dragon Sound System, puis au début des années 1970, il s'impliqua dans la musique jamaïcaine sous le nom de King Cry Cry (nom qu'il devrait à une tendance à sangloter lorsqu'il se mettait en colère), influencé par les deejay qu'il croisa dans les dancehalls du quartier de Waterhouse à Kingston où il résidait désormais. Son tout premier enregistrement fut pour Coxsone qui l'autorisa à remplacer King Stitt pour une version de Queen Of The Ministrel, lors d'une session où il était absent. Il enregistra ensuite les titres pour le producteur Bunny Lee, The Great Booga Wooga et I Had A Talk. Puis de nouveau pour Coxsone le titre Natty Farmyard, version du titre Mean Girl de Larry Marshall.
En 1974, conseillé par le producteur Enos McLeod, il changea de nom pour Prince Far I, surnommé The Voice Of Thunder (La voix du Tonnerre) et enregistra Let Jah Arise au studio de King Tubby. Puis enregistra des chansons autoproduites tandis qu'il participait à quelques titres en collaboration dont Creation Time avec les Maytones produit par Alvin Ranglin.
En 1975, son premier album, Psalms For I pour Lloydie Slim, dont les paroles sont des sermons, comme toutes les paroles qu'il composa par la suite mettait en place le style de Prince Far I, lui donnant sa véritable identité et faisant de lui plus qu'un simple toaster. L'album suivant, Under Heavy Manners, produit par le duo producteur-ingénieur Joe Gibbs et Errol Thompson, voyait arriver son premier gros hit, Heavy Manners, sur le riddim de Naggo Morris, Su Su Pon Rasta, marqué par une basse lourde ; dans cette chanson, il demande au peuple de s'autodiscipliner et critique la politique anti-criminelle du PNP dont les rastas faisaient les frais.
En 1976, il fonda son propre label, Cry Tuff, Wisdom Man sur lequel il sortit ses productions en Jamaïque tandis qu'Adrian Sherwood, qu'il connut grâce à Prince Hammer, les sortait sur le label Hit Run en Grande-Bretagne avec comme backing les Roots Radics, crédités parfois comme The Arabs. Adrian Sherwood remixa plus tard Cry Tuff Dub Encounter.
En 1978, il signa avec Front Line, sous-label de Virgin, avec lequel il sortit Message From The King incluant les titres Blackman Land et Armageddon. La même année, sortit aussi Long Life, de qualité identique.
En 1979, il enregistre l'album Health & Strength, dont Front Line perdit les bandes jusqu'en 1998. 1979 vit aussi la sortie de Livity et Cry Tuff Dub Encounter Part 2, à temps pour le Roots Encounter Tour organisé par Adrian Sherwood avec Bim Sherman et Prince Hammer. C'est à ce moment qu'Adrian Sherwood sortit Dub To Africa. Puis, non content d'être chez Front Line, Prince Far I changea de label pour Trojan où il enregistra Free From Sin.
Les années suivantes virent de nombreuses collaborations avec Sherwood notamment pour l'album Prince Far I & Singers and Players, avec Bim Sherman et Prince Hammer.
En 1982, Prince Far I travailla avec le groupe anglais Sons of Arqa pour un single : Wadada Magic. Collaboration qui se perpétua sur scène la même année et que l'on pourra entendre sur le live Musical Revue. Mais elle s'arrêta là car après la sortie de son dernier album, Musical History, Prince Far I fut assassiné par des cambrioleurs.
Son décès est suivi d'une longue liste de chanteur tués en Jamaïque dans les années 1980, celui quelques semaines plus tard de Hugh Mundell puis quatre ans plus tard en 1987 de Carlton Barrett suivi de Peter Tosh assassiné également en septembre de cette même année 1987. Enfin King Tubby, lui, sera également assassiné lors d'un cambriolage en février 1989.

## Discographie par années d'enregistrement

### Albums
Entre parenthèses l'année de parution si elle diffère de l'année d'enregistrement
- 1975 - Psalms For I (1976)
- 1977  - Message From The King (1978)
- 1977 - Under Heavy Manners
- 1978  - Long Life
- 1978 - Cry Tuff Dub Encounter Chapter 1 (avec The Arabs)
- 1978-79  - Health & Strength (1997)
- 1979 - Cry Tuff Dub Encounter Part 2 [aka Dubwise]
- 1979 - Dub To Africa
- 1979 - Free From Sin
- 1980 - Cry Tuff Dub Encounter Chapter 3
- 1980 - Jamaican Heroes
- 1980 - Showcase In A Suitcase (avec Naggo Morris, Ashanti Roy, Wailing Souls et les Roots Radics)
- 1981   - Cry Tuff Dub Encounter Chapter 4
- 1981 - Livity
- 1981 - Voice Of Thunder
- 1983   - Musical History
- 1983 - Musical Revue (1994)
- 1983 - Umkhonto We Sizwe (1984)
- 1985   - Megabit 25, 1922
- 198X - Ten Commandments
- 198X - DJ Originators Head To Head Vol 2 (avec Trinity)

### Compilations
- 1973-79 - Silver And Gold (2005)
- 1977-83 - The Golden Years(2001)
- 1978-81 - Black Man Land (1990) - (série Virgin Frontline)
- 1980-83 - Cry Freedom Dub (1994)
- 1977-83 - Heavy Manners (2003)
- 198X - In The House Of Vocal And Dub (1995) - (avec King Tubby)
- 19XX - Dubwise (1991) - (série Virgin Frontline)